# Willem Schrofer
Wilhelmus (Willem) Schrofer (Scheveningen, 6 maart 1898 – Leiden, 22 september 1968) was een Nederlandse tekenleraar, docent en kunstschilder. Hij heeft met zijn visie invloed gehad op de Nieuwe Haagse School. De grafisch ontwerper Jurriaan Schrofer is zijn zoon.

## Levensloop
Zijn vader Martinus Zacharias Schröfer (In 1952 naamswijziging naar Schrofer) was meubelmaker en door prinses Von Wied aangesteld als opzichter van het Paviljoen Von Wied in Scheveningen, waar zijn ouders ook woonden.
Schrofer was al jong bezeten van tekenen. Hij ging in 1913 naar de Rijkskweekschool in Nijmegen waar hij zijn akte behaalde voor lager onderwijs met de specialisatie tekenen. Later haalde hij zijn MO akte tekenen aan de Koninklijke Academie van Beeldende Kunsten te Den Haag. Willem Hendrik Bik was daar zijn leraar. Na zijn militaire diensttijd werd hij onderwijzer in dienst van de gemeente Den Haag, waar hij al snel alleen maar tekenles gaf. Daarna was hij van 1937 tot 1963 docent aan de Koninklijke Academie van Beeldende Kunsten in Den Haag op de schildersafdeling. Hier was zijn vriend Paul Citroen eveneens docent. Hij was ook een paar jaar (1943-1949) docent aan het Instituut Kunstnijverheidsonderwijs, wat later de Rietveldacademie werd. Schrofer was in 1951 een van de oprichters van de groep Verve. Hij bedacht de naam. Hij was daarna, begin jaren zestig, ook lid van de groep Fugare. Schrofer was erg geliefd bij zijn leerlingen. Hij ontving ze ook wel thuis. Hij leerde ze om vrij te leven en te werken. Onder zijn leerlingen waren: Hermanus Berserik, Toon Wegner en Co Westerik. Zijn derde vrouw, Hannie Bal, was eveneens kunstschilder. In zijn tijd was hij een bekende Hagenaar.

## Verschillende stijlen
Schrofer heeft in verschillende stijlen geschilderd en ook daarin was hij een non-conformist. In de jaren 30 en 40 schilderde hij veel abstract. Omstreeks 1948, juist ten tijde van Cobra, ging hij weer figuratief schilderen. Met Paul Citroen, Rein Draijer, Willem Jacob Rozendaal en Han van Dam had hij grote invloed op de studenten die nu onder de Nieuwe Haagse School worden genoemd.

## Atelier in Voorschoten
In 1963 kreeg Schrofer een atelier in Voorschoten aan de Molenlaan in een oude bakkerij. Hier hingen alleen maar figuratieve schilderijen, waaronder een schilderij van drie vrienden met het prijskaartje "n.t.k".
- Bibliothèque nationale de France: cb13515179d (data)
- Biografisch Portaal: 73603185
- Digitale Bibliotheek voor de Nederlandse Letteren: schr037
- Gemeinsame Normdatei: 120972328
- International Standard Name Identifier: 0000 0000 6681 4673
- Library of Congress Control Number: n98066098
- Nederlandse Thesaurus van Auteursnamen: 070348502
- RKD-Nederlands Instituut voor Kunstgeschiedenis: 71251
- Union List of Artist Names: 500198368
- Virtual International Authority File: 30380926
- WorldCat: E39PBJfCw4mBjR8qWb9gRJrjG3